# Кіровськ (Білорусь)

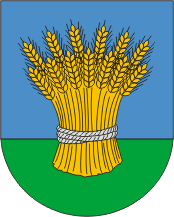
Герб м. Кіровськ

Кіровськ або Кочеричі (біл. Кіраўск, біл. тарашк. Качэрычы) — місто в Білорусі, центр Кіровського району Могильовської області.

## Географія
Розташоване на автодорозі Могильов — Бобруйськ, за 87 км від Могильова, за 25 км від залізничної станції Березина на лінії Осиповичі — Жлобин.

## Економіка
- комбінат будівельних матеріалів
- льонозавод
- овочесушильний завод
- маслоробний завод